# Alena Lochmannová
Alena Lochmannová (* 18. července 1987) je česká etnoložka, průmyslová inženýrka, publicistka, novinářka a vysokoškolská pedagožka.

## Život
Na pražské České zemědělské univerzitě vystudovala na Provozně ekonomické fakultě obor Veřejná správa a regionální rozvoj. Vyučovala na střední škole a se studenty se účastnila soutěží například na zvelebení okolí školy. Organizovala rovněž soutěže zaměřené na finanční gramotnost studentů.
Studovala také na Fakultě filozofické Západočeské univerzity v Plzni, kde se na tamní Katedře antropologie v rámci své disertační práce zaměřila na problematiku tetování u vězňů, kvůli kterému od roku 2013 pravidelně navštěvovala české věznice. Toužila nalézt odpověď na otázku, nad kterou přemýšlela již ve svém dětství, a sice zda jsou všichni potetovaní kriminálníky. Sama je velkou fanynkou tetování, jímž má masivně pokrytá záda i obě ruce, ale při setkáváních se svými respondenty ve vězeních vše pečlivě zakrývala, aby je neovlivňovala v jejich odpovědích. Své výzkumy ukončila v roce 2020. Po problematice tetováže obrátila svou pozornost k výzkumu dopisů od lidí, jež se dobrovolně rozhodli ukončit svůj život.
Působí na Západočeské univerzitě, kde zastávala i post proděkanky. Je členkou uskupení Mensa Česko, natočila pro lidi se sluchovým postižením veřejně dostupná videa vysvětlující poskytování první pomoci. Rovněž přednáší studentům v rámci Univerzity třetího věku a při přednáškách pozoruje kontrast, jak k ní kvůli její tetováži nejprve posluchači přistupují s ostychem, jenž se ale posléze rozptýlí, jakmile studenti zjistí, že vizuální podoba přednášejícího primárně nesouvisí s tím, jakou je kdo osobností a jaké má vlastnosti.
Lochmannová je matkou syna Jana narozeného v roce 2016.
V září 2024 byly zveřejněny informace, že v době, kdy byla zároveň doktorandkou v dálkovém studiu na Fakultě strojní a proděkankou na Fakultě zdravotnických studií Západočeské univerzity, získala prostřednictvím tehdejšího děkana Fakulty zdravotnických studií Lukáše Šticha mimořádné stipendium v neobvyklé výši 1,1 milionu korun z téže fakulty, kde však nestudovala.

## Dílo
Své výzkumy vydává knižně:
- LOCHMANNOVÁ, Alena. Cestovní ruch. 1. vyd. Prostějov: Computer Media, 2015. 112 s. ISBN 978-80-7402-216-6.
- LOCHMANNOVÁ, Alena. Personalistika. 1. vyd. Prostějov: Computer Media, 2016. 108 s. ISBN 978-80-7402-282-1.
- LOCHMANNOVÁ, Alena. Veřejná správa. 1. vyd. Prostějov: Computer Media, 2017. 116 s. ISBN 978-80-7402-295-1.
- LOCHMANNOVÁ, Alena. Bankovnictví. 1. vyd. Prostějov: Computer Media, 2018. 108 s. ISBN 978-80-7402-305-7.
- SOUKUP, Martin; KÖNIG DUDZIAKOVÁ, Marie; EZROVÁ, Magdaléna; LOCHMANNOVÁ, Alena; RYCHLÍK, Martin. Tělo 2.1. 1. vyd. Červený Kostelec: Pavel Mervart, 2019. 201 s. ISBN 978-80-7465-410-7.
- SOUKUP, Martin; BÖHMOVÁ, Klára; DVOŘÁKOVÁ, Michaela; EZROVÁ, Magdaléna; JOSEPHY, Michal; LOCHMANNOVÁ, Alena; PIPÁŠOVÁ, Barbora. Tělo 3.0. 1. vyd. Červený Kostelec: Pavel Mervart, 2020. 241 s. ISBN 978-80-7465-471-8.
- LOCHMANNOVÁ, Alena. Veřejná správa. 2. vyd. Prostějov: Computer Media, 2020. 116 s. ISBN 978-80-7402-417-7.
- LOCHMANNOVÁ, Alena. Tělo za katrem. 1. vyd. Praha: Academia, 2020. 353 s. ISBN 978-80-200-3019-1.
- LOCHMANNOVÁ, Alena; SOUKUP, Martin; HENDRYCH LORENZOVÁ, Eva; JANOUŠKOVÁ, Kristina; RATISLAVOVÁ, Kateřina; RYCHLÍK, Martin; SALCMANOVÁ, Jana. Porod v proměnách času a kultur. 1. vyd. Červený Kostelec: Pavel Mervart, 2022. 264 s. ISBN 978-80-7465-539-5.
- LOCHMANNOVÁ, Alena; DIRGA, Lukáš; HENDRYCH LORENZOVÁ, Eva; JANOUŠKOVÁ, Kristina; KROCOVÁ, Jitka; MAZÚCHOVÁ, Lucia; RATISLAVOVÁ, Kateřina. Porod: péče. 1. vyd. Červený Kostelec: Pavel Mervart, 2023. 247 s. ISBN 978-80-7465-618-7.
- LOCHMANNOVÁ, Alena; ŠAFR, Miroslav. Ti, kteří se rozhodli. 1. vyd. Praha: Academia, 2024. 646 s. ISBN 978-80-200-3410-6.

Vedle literární činnosti je zvána rovněž do rozhlasu (Český rozhlas) a do televize (například díl „Mít jiné tělo“ pořadu Historie.cs v České televizi).